# Напра
На́пра (Напра им. Ю. Зубени) — пещера в западной части Бзыбского хребта, расположенная в Абхазии, в Гудаутском районе частично признанной Республики Абхазия, согласно административному делению Грузии — в Гудаутском муниципалитете Абхазской Автономной Республики, протяжённостью 3520 м, глубиной 970 м.

## Описание пещеры
Генетически пещеру можно отнести к классу коррозионно-эрозионных. Морфологически представляет собой серию колодцев (самый значительный — Гран-При, 65 м глубиной), чередующихся с небольшими субгоризонтальными ходами. Начиная с глубины −630 м (от зала Магнитный) путь по пещере пролегает по завалу с вертикальной амплитудой около 200 м. Донная часть представляет собой действующее русло значительного подземного ручья (дебит — несколько л/с в зимнюю межень и до десятков л/с летом). В донной части расположены два грифона (восходящие карстовые источники). Здесь же находятся водопад (высота около 10 м) и восходящая ветвь (Московская галерея). Сухопутный маршрут заканчивается крупным подземным залом Высоцкого, где упомянутый выше ручей исчезает в галечных наносах под стеной. Нижней точкой пещеры является дно нижнего грифона (глубина −35 м от зеркала воды).

## История исследования
Пещера открыта и пройдена до глубины −180 м в августе 1980 года экспедицией Красноярского Политехнического института (рук. З. Залиев). В конце того же месяца группы В. Мельникова (Красноярский краевой клуб спелеологов) и С. Анисова углубили пещеру сначала до −250 м, а потом и до −550 м. В течение следующего сезона (лето 1981 г.) в пещере была достигла глубина −965 м (руководитель экспедиции В. Мельников). Неоднократные попытки 82—84 годов прошлого века найти продолжение пещеры в зале Высоцкого к успеху не привели. В 1983 году москвичами (рук. Е. Снетков) в донной части была открыта Московская галерея. Две попытки пронырнуть донные грифоны (спелеодайвер П. Миненков, 1983 г.) не увеличили глубины пещеры. Ещё одна неудачная попытка найти продолжение — восхождение красноярских и владивостокских спелеологов в отверстие под потолком в Московской галерее (1984 г). Занесённый на дно пещеры составной восходительский шест высотой 13,5 м не достал до отверстия пару метров, был погнут и стал непригодным к использованию. В марте 2002 г. московским спелеологам из спелеоклуба «Перово» удалось альпинистскими методами достичь устья указанного хода и найти за ним продолжение пещеры. Спелеологи набрали высоту порядка +155 м от начала восхождения (зал Вятских Спелеологов), однако дальше путь был закрыт. Нисходящих ходов обнаружено не было. В середине 2000-х гг. в пещере работали уфимские спелеологи. Ими было совершено соединение одного из боковых ответвлений (Вторые Штаны) с залом Магнитный. Однако, новых направлений это открытие также не дало. Осенью 2008 сборная команда под руководством Ю. Евдокимова предприняла новую попытку пронырнуть донный грифон. В результате, хотя грифон не был исследован до конца, удалось достичь перегиба и тем самым нарастить глубину пещеры до −964 м (спелеподводник М. Цыбизов). Зимой 2010/2011 очередная попытка пройти грифон группой Евдокимова — Юлия Савенко прошла перегиб на глубине 35 метров и исследовала ещё 70 метров новых подводных ходов. В экспедиции ноября 2011 года Ю. Евдокимов и Ю. Савенко проложили в сифоне ещё 50 метров ходовика и остановились на глубине 19 метров перед непроходимым глыбовым завалом. В той же экспедиции были совершены погружения в Верхний Грифон (Ю. Савенко), положительных результатов не достигнуто — на глубине несколько метров ход замыт песком.

## Перспективы
Особый интерес спелеологов к этой пещере вызван тем обстоятельством, что Напра является частью одной из самых глубоких карстовых подземных гидросистем мира (из доказанных — третья после гидросистемы массива Аладаглар (Турция) и гидросистемы пещер J-2 и Cheve [Мексика]). Окрашиванием воды доказана связь между пещерами Напра и пещерой-источником Мчишта. Высота входа Напры 2350 м над уровнем моря, нижняя точка гидросистемы (нижняя точка источника Мчишта) −32 м под уровнем моря, что даёт амплитуду в 2382 м.

## Спортивное значение
Напра является сложной пещерой (категория сложности 5Б), доступной только опытным спелеологам. Время для экспедиций — июль-март. Весеннее половодье и дождливое лето делает посещение пещеры проблематичным (зал Высоцкого может полностью затапливаться).

## Географическое положение
Вход в пещеру Напра находится на самой вершине одноимённой горы (высота 2355 м над уровнем моря). Заброска на вертолёте, либо пешком от села Блабырхуа Гудаутского района.